# ليونيل بيريز (لاعب كرة قدم)
ليونيل بيريز (بالإسبانية: Leonel Pérez)‏ هو لاعب كرة قدم مكسيكي، ولد في 1 يوليو 1994.

## روابط خارجية
- ليونيل بيريز على موقع قاعدة بيانات كرة القدم.إي يو (الإنجليزية)
- ليونيل بيريز على موقع Soccerway.com (الإنجليزية)
- ليونيل بيريز على موقع AS.com (الإسبانية)